# Cölestin Joseph Ganglbauer
 (février 2022).
Pour les articles homonymes, voir Ganglbauer.
Cölestin Joseph Ganglbauer (né le 20 août 1817 à Thanstetten près de Kremsmünster en Haute-Autriche et mort le 14 décembre 1889 à Vienne) est un cardinal autrichien du XIXe siècle qui est membre de l'ordre des bénédictins. C'est l'oncle de l'entomologiste Ludwig Ganglbauer (1856-1912).

## Biographie
Ganglbauer est abbé de l'abbaye de Kremsmünster. Il est élu archevêque de Vienne en 1881. Le pape Léon XIII le crée cardinal lors du consistoire du 10 novembre 1884. Il célèbre la messe de mariage de l'archiduc-héritier en 1881 puis en 1889 les obsèques du prince mort dans des conditions mystérieuses empreintes de scandale.

## Source
- webdept.fiu.edu